# Josef Wilhelm Kindervater
Josef Wilhelm Kindervater (* 30. Oktober 1891 in Wolfenbüttel; † 23. März 1968 in Münster) war ein deutscher Bibliothekar.

## Wirken
Josef Wilhelm Kindervater studierte, unterbrochen vom Kriegsdienst während des Ersten Weltkriegs (1914 bis 1918), Anglistik und Germanistik an der Universität Göttingen und promovierte dort im Jahre 1922. Zugleich legte er das Staatsexamen ab. Als Volontär an der Staats- und Universitätsbibliothek Göttingen trat er 1922 in den wissenschaftlichen Bibliotheksdienst ein. 1923 war er zwischendurch für kurze Zeit an der Universitätsbibliothek Marburg/L. tätig. Von 1925 bis 1928 arbeitete er als Bibliothekar an der Universitätsbibliothek Kiel und wechselte dann wieder an die Staats- und Universitätsbibliothek Göttingen. Im Jahre 1935 wurde er Direktor der Universitätsbibliothek Münster. Dieses Amt hatte er bis zum Eintritt in den Ruhestand 1947 inne. Kurzfristig betreute er 1944/45 als kommissarischer Direktor auch die Universitätsbibliothek Kiel, deren Direktor Herbert Oberländer am 22. Mai 1944 bei einem Bombenangriff ums Leben gekommen war.

## Schriften
- Die Bildersprache in Francis Bacon's Essays and Advancement of Learning. Dissertation Universität Göttingen 1922.
- Wissenschaftliche Bibliothek und Volksbücherei. In: Zentralblatt für Bibliothekswesen, Bd. 46 (1929), S. 33–47.
- Der gegenwärtige Stand der Schlagwortkatalogfrage. In: Zentralblatt für Bibliothekswesen, Bd. 47 (1930), S. 393–406.
- Das Bibliotheksleben in Celle. Schönhütte, Göttingen-Grone 1931.
- Neue Beiträge zur Geschichte der Kieler Universitätsbibliothek (= Hainbergschriften, Bd. 2). Häntzschel, Göttingen 1934.
- Nachrichten von einer Bibliotheksreise vor 100 Jahren. In: Festschrift Georg Leyh. Aufsätze zum Bibliothekswesen und zur Forschungsgeschichte, dargebracht zum 60. Geburtstage am 6. Juni 1937 von Freunden und Fachgenossen. Harrassowitz, Leipzig 1937, S. 230–244.
- Die Raumfrage in der Universitätsbibliothek Münster. In: Westfalen, Jg. 23 (1938), S. 48–52.
- Die Universitätsbibliothek Münster 1933–1941. In: Zentralblatt für Bibliothekswesen, Bd. 59 (1942), S. 297–320.
- Die Stadtbibliothek in Soest. Ein Beitrag zu ihrer Geschichte. In: Soester Zeitschrift, Bd. 63 (1951), S. 5–36.
- (mit Erich Thurmann): Shakespeare-Bibliographie für 1947 und 1948. In: Jahrbuch der deutschen Shakespeare-Gesellschaft, Bd. 89 (1953), S. 249–294.
- (mit Erich Thurmann): Shakespeare-Bibliographie für 1951 und 1952. In: Jahrbuch der deutschen Shakespeare-Gesellschaft, Bd. 91 (1955), S. 371–441.